# Wereldkampioenschappen schaatsen afstanden
De wereldkampioenschappen schaatsen afstanden worden sinds 1996 jaarlijks door de Internationale Schaatsunie georganiseerd, behalve in een olympisch jaar. Tijdens deze kampioenschappen kunnen titels en medailles worden verdiend op acht onderdelen door zowel mannen als vrouwen. Dit zijn de individuele vijf traditionele afstanden en de massastart (vanaf 2015), en de teamonderdelen ploegenachtervolging (teampursuit, vanaf 2005) en teamsprint (vanaf 2019).

## Historie
Jaarlijks worden er wereldkampioenschappen allround (sinds 1889) en wereldkampioenschappen sprint (sinds 1970) gehouden, op deze kampioenschappen worden schaatsers kampioen door op de grote vierkamp of sprintvierkamp de beste prestatie te leveren. Sinds 1924 staat schaatsen voor mannen op het olympisch programma. Voor de specialist op een bepaalde afstand kon er tot 1996 dus slechts om de vier jaar een individuele afstandstitel worden behaald.
Het eerste wereldkampioenschap afstanden werd in Hamar, Noorwegen georganiseerd. De formule van ieder jaar een afstandenkampioenschap bleek vanaf het begin zeer succesvol en wordt ook al vanaf het begin als het hoogtepunt gezien voor de specialisten. In 1998 werd duidelijk dat twee afstandskampioenschappen (WK en Olympische Spelen) een overvolle schaatskalender veroorzaakten en dat een WK in een olympisch jaar overbodig is. Sindsdien wordt er in een olympisch jaar geen WK afstanden gehouden. In het weekend waarin normaal gesproken het WK afstanden wordt verreden vindt in een olympisch jaar het WK allround plaats. Sinds 2014 vinden de WK's afstanden en allround echter jaarlijks in deze volgorde plaats, dus de WK-afstanden in februari en de WK allround in maart.
In jaren voorafgaand aan een olympisch jaar wordt het WK afstanden vaak verreden op de baan waar een jaar later de wedstrijden tijdens de Olympische Spelen worden geschaatst. Op deze manier fungeert het WK afstanden dan als een soort generale repetitie voor de Spelen, zodat de schaatsers de vaak nieuw te bouwen ijsbaan voor de Spelen alvast kunnen uitproberen. Een soort eerste kennismaking met de baan voor de Spelen dus. Zo raken de schaatsers alvast vertrouwd met de baan waarop ze tijdens de Spelen moeten schaatsen, tenminste als ze zich daarvoor kwalificeren. Om die reden wordt de baan voor de Spelen al opengesteld in het jaar voor de Spelen. Dit was het geval in 2001, 2009, 2013 en 2017. In 2021 was dit niet mogelijk vanwege de coronapandemie die in 2020 uitbrak. Het WK afstanden van 2021 werd daarom verplaatst naar Heerenveen, waar dat jaar om dezelfde reden ook de rest van het seizoen werd afgewerkt.
Vanaf 2021 had de ISU besloten om nog maar één WK per jaar te organiseren. De WK afstanden zouden dan in de oneven jaren gereden worden en de WK allround en WK sprint in de even jaren. Maar na protest van diverse landen, kwam de ISU terug op haar beslissing en zal het WK afstanden gewoon in alle niet-olympisch seizoenen georganiseerd worden. Het WK Allround & Sprint wordt vanaf 2021 wel tweejaarlijks verreden, enkel in de even jaren.

## Meeste deelnames
| Plek | Atleet            | Aantal deelnames |
| ---- | ----------------- | ---------------- |
| 1    | Claudia Pechstein | 21×              |
| 2    | Martina Sáblíková | 16×              |
| 3    | Bob de Jong       | 13×              |
| 4    | Kjeld Nuis        | 12×              |

N.B. Bijgewerkt tot en met de WK afstanden van 2025

## Edities
| Editie | Jaar | Plaats         | IJsbaan                     | Datum               | Landen | Deelnemers | Deelnemers | Deelnemers | Ond. | Winnaar medaillespiegel |
| Editie | Jaar | Plaats         | IJsbaan                     | Datum               | Landen | Totaal     | M          | V          | Ond. | Winnaar medaillespiegel |
| ------ | ---- | -------------- | --------------------------- | ------------------- | ------ | ---------- | ---------- | ---------- | ---- | ----------------------- |
| 25     | 2027 | Peking         | National Speed Skating Oval | 4-7 maart           |        |            |            |            | 14   |                         |
| 24     | 2025 | Hamar          | Vikingskipet                | 27 februari-2 maart |        |            |            |            | 14   |                         |
| 23     | 2024 | Calgary        | Olympic Oval                | 15-18 februari      |        |            |            |            | 16   | Nederland               |
| 22     | 2023 | Heerenveen     | Thialf                      | 2-5 maart           |        |            |            |            | 16   | Nederland               |
| 21     | 2021 | Heerenveen     | Thialf                      | 11-14 februari      | 22     | 160        | 90         | 70         | 14   | Nederland               |
| 20     | 2020 | Salt Lake City | Utah Olympic Oval           | 13-16 februari      |        | 188        | 109        | 79         | 16   | Nederland               |
| 19     | 2019 | Inzell         | Max Aicher Arena            | 7-10 februari       | 22     | 192        | 109        | 83         | 16   | Nederland               |
| 18     | 2017 | Gangneung      | Gangneung Science Oval      | 9-12 februari       | 24     | 179        |            |            | 14   | Nederland               |
| 17     | 2016 | Kolomna        | Kometa                      | 11-14 februari      |        |            |            |            | 14   | Nederland               |
| 16     | 2015 | Heerenveen     | Thialf                      | 12-15 februari      | 23     | 161        |            |            | 14   | Nederland               |
| 15     | 2013 | Sotsji         | Adler Arena                 | 21-24 maart         | 23     | 153        | 81         | 72         | 12   | Nederland               |
| 14     | 2012 | Heerenveen     | Thialf                      | 22-25 maart         | 21     | 153        | 79         | 74         | 12   | Nederland               |
| 13     | 2011 | Inzell         | Max Aicher Arena            | 10-13 maart         |        |            |            |            | 12   | Nederland               |
| 12     | 2009 | Richmond       | Richmond Olympic Oval       | 12-15 maart         |        |            |            |            | 12   | Nederland               |
| 11     | 2008 | Nagano         | M-Wave                      | 6-9 maart           |        |            |            |            | 12   | Nederland               |
| 10     | 2007 | Salt Lake City | Utah Olympic Oval           | 8-11 maart          |        |            |            |            | 12   | Nederland               |
| 9      | 2005 | Inzell         | Ludwig Schwabl Stadion      | 3-6 maart           |        |            |            |            | 12   | Nederland               |
| 8      | 2004 | Seoel          | Taereung Indoor Ice Rink    | 12-14 maart         |        |            |            |            | 10   | Duitsland               |
| 7      | 2003 | Berlijn        | Sportforum Hohenschönhausen | 14-16 maart         |        |            |            |            | 10   | Duitsland               |
| 6      | 2001 | Salt Lake City | Utah Olympic Oval           | 9-11 maart          |        |            |            |            | 10   | Duitsland               |
| 5      | 2000 | Nagano         | M-Wave                      | 3-5 maart           |        |            |            |            | 10   | Duitsland               |
| 4      | 1999 | Heerenveen     | Thialf                      | 12-14 maart         |        |            |            |            | 10   | Nederland               |
| 3      | 1998 | Calgary        | Olympic Oval                | 27-29 maart         |        |            |            |            | 10   | Duitsland               |
| 2      | 1997 | Warschau       | Tor Stegny                  | 7-9 maart           |        |            |            |            | 10   | Nederland               |
| 1      | 1996 | Hamar          | Vikingskipet                | 15-17 maart         |        |            |            |            | 10   | Nederland               |

## Medaillespiegel
Dit medaille overzicht omvat het totaal per land over de zestien mannen- en vrouwen onderdelen.
N.B. Bijgewerkt tot en met de WK afstanden van 2024
* Medailles alleen door mannen behaald
** Medailles alleen door vrouwen behaald
| Plaats | Land                  | Goud | Zilver | Brons | Totaal |
| 1      | Nederland             | 112  | 96     | 75    | 283    |
| 2      | Duitsland             | 36   | 33     | 27    | 96     |
| 3      | Canada                | 31   | 40     | 41    | 112    |
| 4      | Verenigde Staten      | 28   | 16     | 27    | 71     |
| 5      | Tsjechië **           | 16   | 6      | 5     | 26     |
| 6      | Rusland               | 14   | 19     | 35    | 68     |
| 7      | Japan                 | 14   | 18     | 24    | 56     |
| 8      | Noorwegen             | 10   | 16     | 14    | 40     |
| 9      | Zuid-Korea            | 10   | 12     | 7     | 29     |
| 10     | China                 | 3    | 12     | 6     | 21     |
| 11     | Italië                | 3    | 8      | 3     | 14     |
| 12     | Zweden *              | 3    | 1      | 0     | 4      |
| 13     | België *              | 2    | 2      | 3     | 7      |
| 14     | Oostenrijk **         | 2    | 2      | 2     | 6      |
| 15     | Kazachstan            | 1    | 0      | 1     | 2      |
| 16     | Polen                 | 0    | 1      | 5     | 6      |
| 17     | Frankrijk *           | 0    | 1      | 2     | 3      |
| 19     | Nieuw-Zeeland *       | 0    | 1      | 1     | 2      |
| 19     | Wit-Rusland **        | 0    | 1      | 1     | 2      |
| 21     | Finland *             | 0    | 0      | 2     | 2      |
| 22     | Verenigd Koninkrijk * | 0    | 0      | 1     | 1      |
| 22     | Zwitserland *         | 0    | 0      | 1     | 1      |
| Totaal | Totaal                | 285  | 285    | 283   | 853    |

## Organiserende landen
| Land             | Aantal | IJsbaan                                                 | Jaren                        |
| ---------------- | ------ | ------------------------------------------------------- | ---------------------------- |
| Nederland        | 005    | Thialf                                                  | 1999, 2012, 2015, 2021, 2023 |
| Duitsland        | 004    | Sportforum Hohenschönhausen Ludwig Schwabl / Max Aicher | 2003 2005, 2011, 2019        |
| Verenigde Staten | 003    | Utah Olympic Oval                                       | 2001, 2007, 2020             |
| Canada           | 003    | Olympic Oval Richmond Olympic Oval                      | 1998, 2024 2009              |
| Japan            | 002    | M-Wave                                                  | 2000, 2008                   |
| Zuid-Korea       | 002    | Taereung Gangneung Science Oval                         | 2004 2017                    |
| Noorwegen        | 002    | Vikingskipet                                            | 1996, 2025                   |
| Rusland          | 002    | Adler Arena Kometa                                      | 2013 2016                    |
| Polen            | 001    | Tor Stegny                                              | 1997                         |

Alpineskiën ·
Biatlon ·
Bobsleeën ·
Curling (mannen/vrouwen/gemengd/gemengddubbel) ·
Freestyleskiën ·
IJshockey ·
Kunstschaatsen ·
Langlaufen ·
Noordse combinatie ·
Rodelen ·
Schaatsen (allround mannen/allround vrouwen/sprint mannen/sprint vrouwen/afstanden mannen/afstanden vrouwen) ·
Schansspringen ·
Shorttrack ·
Skeleton ·
Snowboarden